# Sheriffi
Sheriffi är en tvåspråkig (svenska och finska) kulturtidskrift med fokus på finsk, sverigefinsk och finlandssvensk kultur. Det första numret gavs ut i september 2009, och tidskriften kommer sedan dess ut med två dubbelnummer per år. Den riktar sig till sverigefinländare och svenskar som är intresserade av sverigefinsk och finsk kultur.
Sheriffis redaktion finns i Göteborg, och tidskriften produceras av en grupp sverigefinska och svenska frilansjournalister, fotografer och översättare. Chefredaktör och grundare är sverigefinska frilansjournalisten Sanna Posti Sjöman. Sheriffi distribueras i Sverige på Pressbyrån och Press Stop.